# Нойруппін

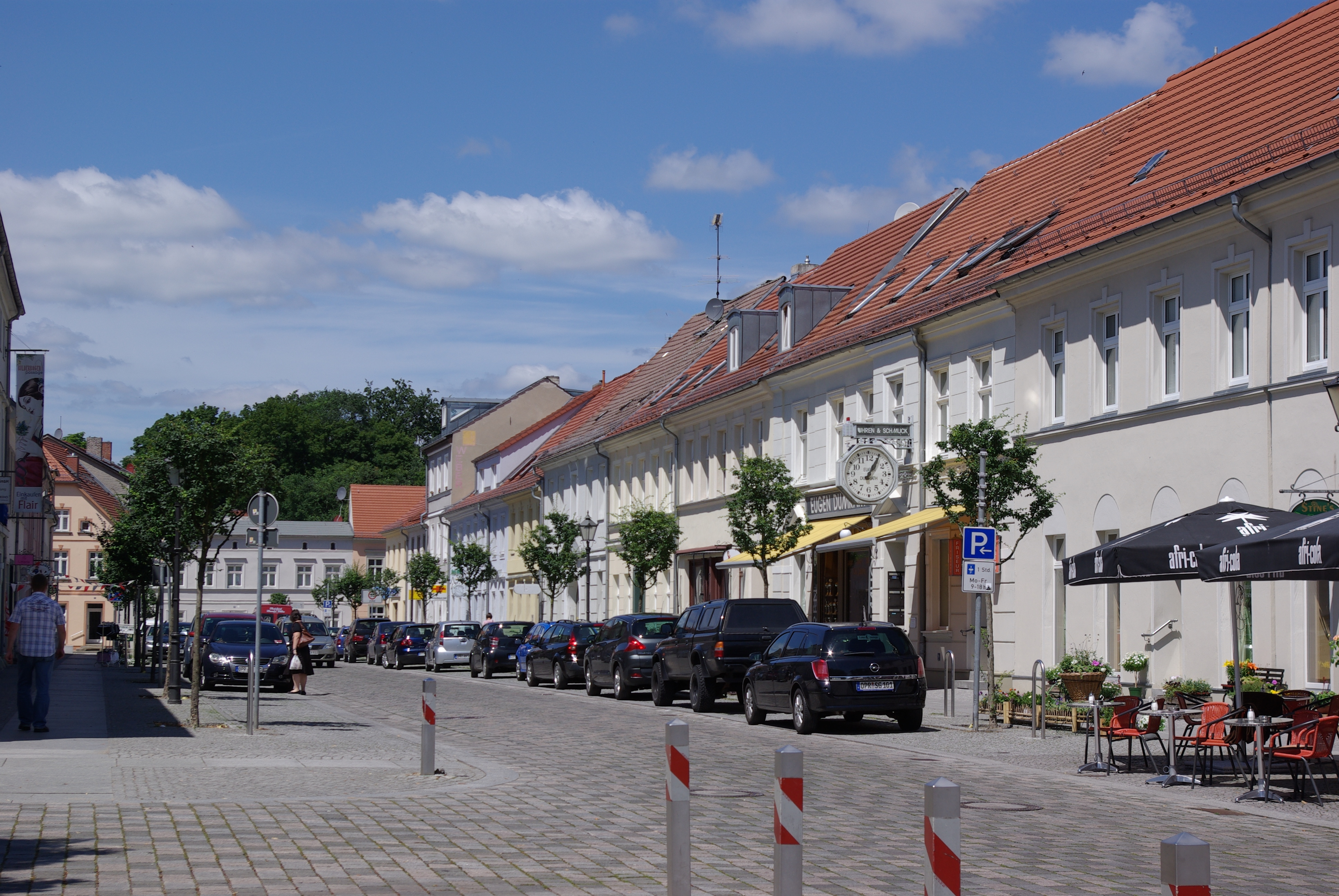
Нойруппін. Вулиця Фрідріха Еберта. 2011

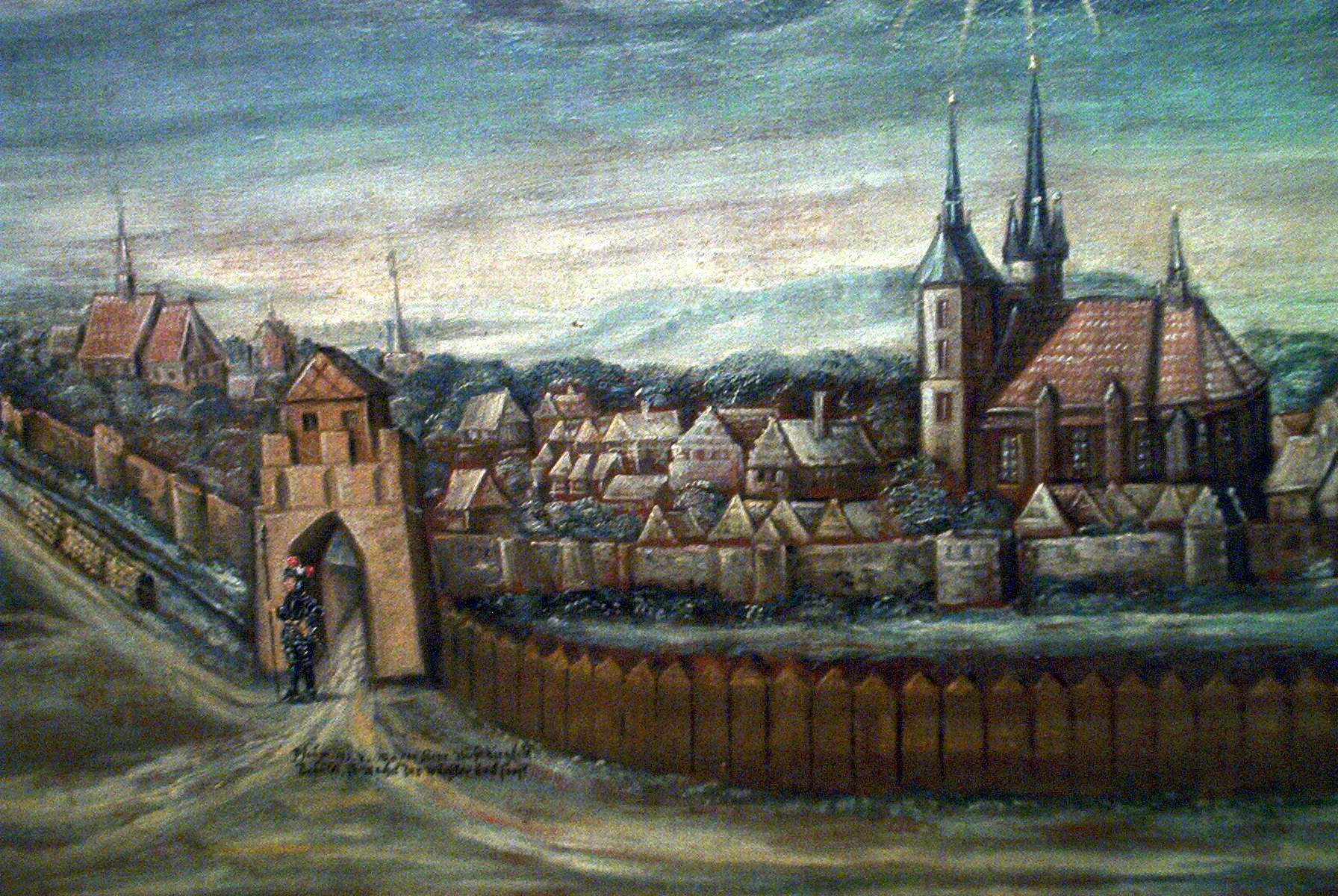
Нойруппін в 1694

Нойруппін (нім. Neuruppin) — місто в федеральній землі Бранденбург (Німеччина). Районний центр (нім. Kreisstadt) району Східний Прігніц-Руппін (нім. Ostprignitz-Ruppin).

## Географія
Нойруппін розташований біля озера Руппінер-Зее. Каналом Руппін місто зв'язане з системою каналів річки Гафель. Є металообробні підприємства і підприємства харчової промисловості, ряд історичних будов (зокрема сакральної архітектури).
Населення становить 30 764 осіб (станом на 31 грудня 2020), площа міста 303,09 км².
На околиці Нойруппіна знаходяться військові казарми, які використовувалися різними арміями (німецька, радянська) для розташування танкових підрозділів.
За декілька кілометрів — містечко Альтруппін, яке з 1993 р. вважається східною частиною міста Нойруппіна.

## Історія
Початково Руппін був слов'янським укріпленням.
У період з 1230 по 1250 роки на північному сходу був заснований монастир. На початку XIII ст. на південному заході від укріплення виникла церква святого Миколая.
1246 року на цьому місці виникає інший монастир ордену проповідників. На той час Руппін був центром графства.

## Пам'ятники Нойруппіна
Місто багате на пам'ятники видатним людям різних епох, які народилися або тривалий час жили в місті, впливали на його долю. Зокрема, найвідомішими є пам'ятники: німецькому архітектору Карлу Фрідріху Шинкелю, письменнику Теодору Фонтане, королю Пруссії Фрідріху Вільгельму II, книговидавцю Густаву Кюгну.

## Відомі жителі
- Валентин Розе — хімік і фармацевт.
- Карл Фрідріх Шинкель — архітектор і художник. Вважається лідером «романтичного історизму» в німецькому архітектурі.
- Теодор Фонтане — професійний потомствений аптекар і видатний німецький письменник, представник поетичного реалізму.
- Герман Гот — генерал-полковник вермахту під час Другої світової війни.
- Фріц Бааде — економіст і політик.
- Тетяна Гюфнер — саночниця.
- Генріх Гармьянц — мовознавець, етнограф, фольклорист і соціолог, співробітник Аненербе, штандартенфюрер СС.
- Ева Штриттматтер — письменниця і поетеса.

### Пов'язані з містом
- Фрідріх Великий (1712–1786), жив у Нойруппіні в роки перебування наслідним принцом Пруссії.
- Карл Філіп Готліб фон Клаузевіц (1780–1831), прусський генерал і військовий стратег, проживав у Нойруппіні кілька років
- Володимир Білецький, український вчений-енциклопедист, мешкав у Нойруппіні 2 роки.

## Демографія
- Динаміка населення з 1875 року в сучасних кордонах (Синя лінія: населення; Пунктир: відносна порівняльна динаміка населення землі Бранденбург; Сірий фон: період Третього рейху; Помаранчевий фон: період НДР)
- Динаміка населення (синя лінія) і прогнози

| Рік  | Населення |
| ---- | --------- |
| 1875 | 20 080    |
| 1890 | 21 912    |
| 1910 | 26 164    |
| 1925 | 26 640    |
| 1939 | 33 090    |
| 1950 | 36 677    |
| 1964 | 31 422    |

| Рік  | Населення |
| ---- | --------- |
| 1971 | 31 283    |
| 1981 | 33 042    |
| 1985 | 33 989    |
| 1990 | 34 014    |
| 1995 | 32 795    |
| 2000 | 32 598    |
| 2005 | 32 145    |

| Рік  | Населення |
| ---- | --------- |
| 2010 | 31 599    |
| 2015 | 30 715    |
| 2016 | 31 037    |
| 2017 | 30 889    |
| 2018 | 30 846    |
| 2019 | 30 785    |
| 2020 | 30 764    |

Джерела даних вказані на Wikimedia Commons.

## Галерея

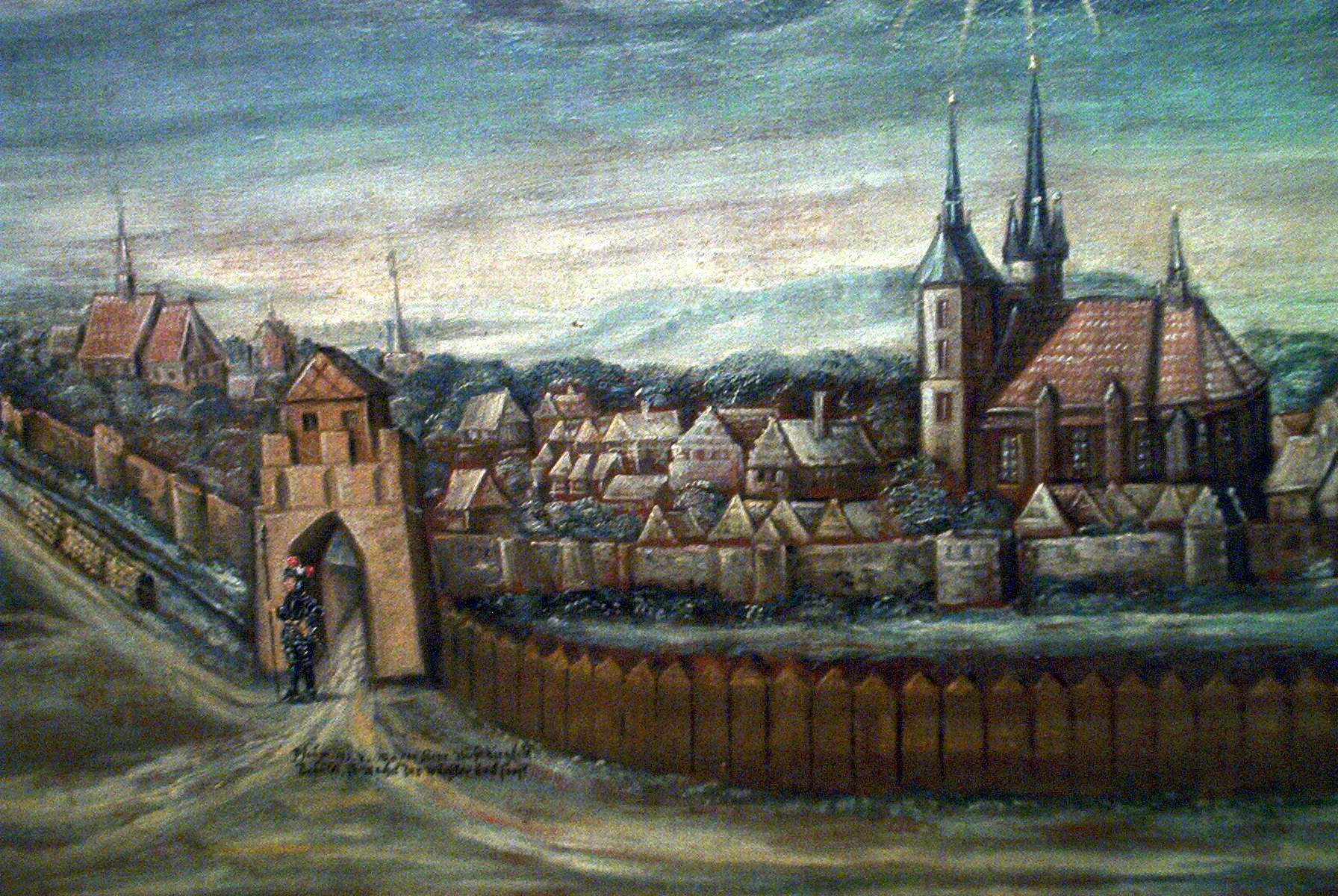
Нойруппін у 1694
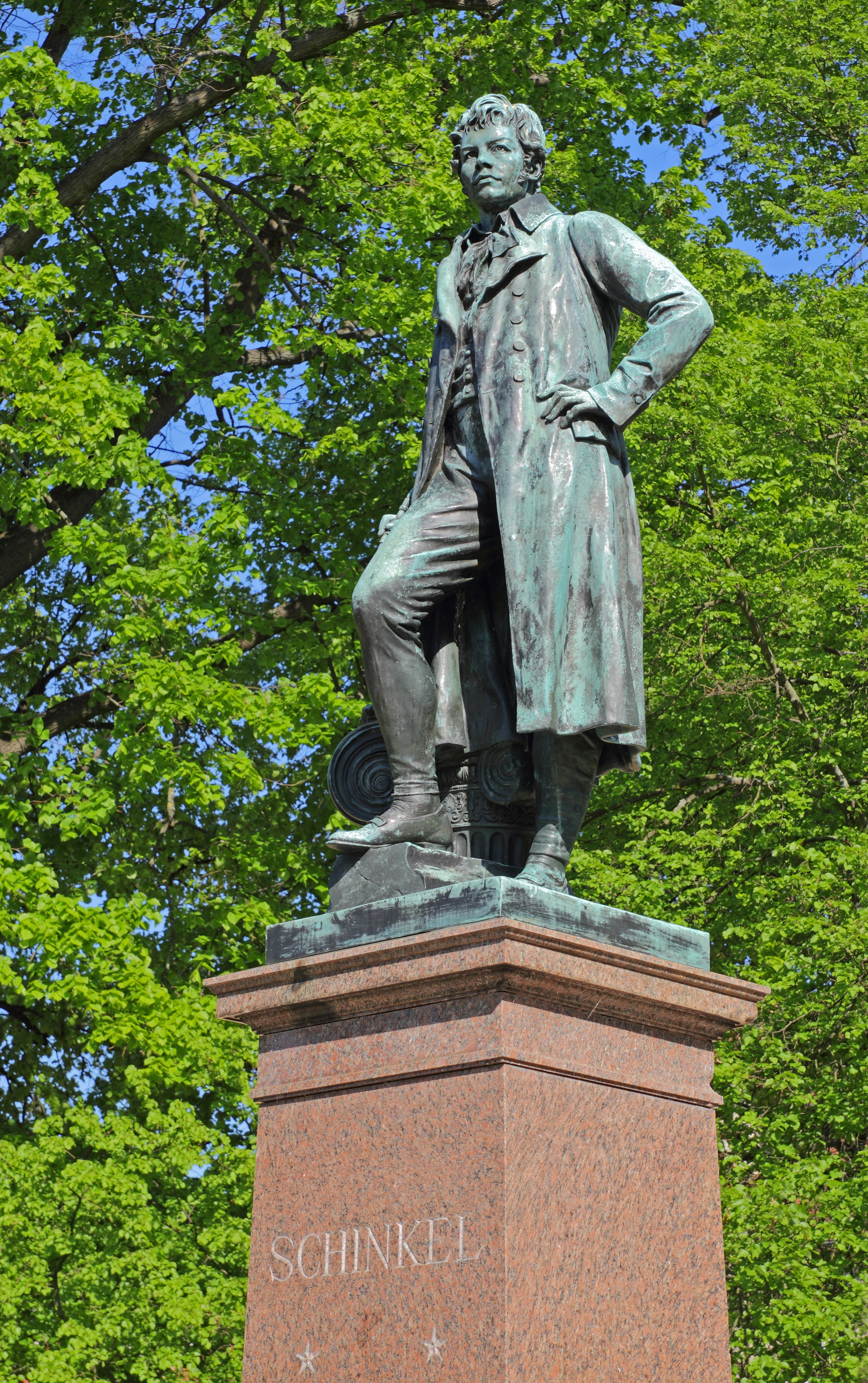
Пам'ятник Карлу Фрідріху Шинкелю, роботи Max Wiese на Церковному майдані (Kirchplatz)
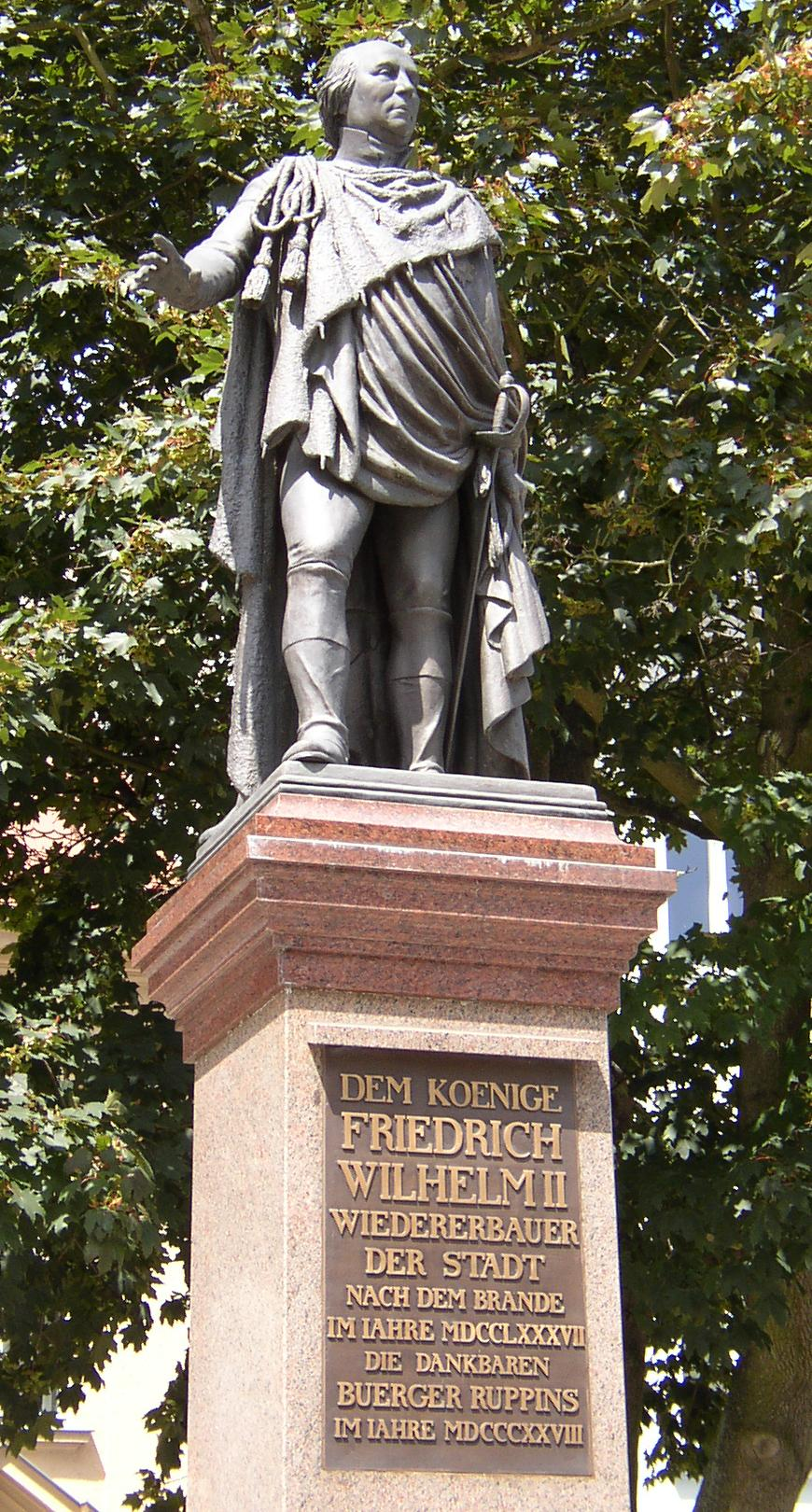
Статуя Фрідріх Вільгельм II
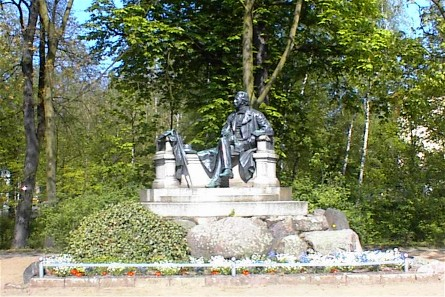
Пам'ятник Теодору Фонтане на Площі Фонтане (Fontaneplatz)
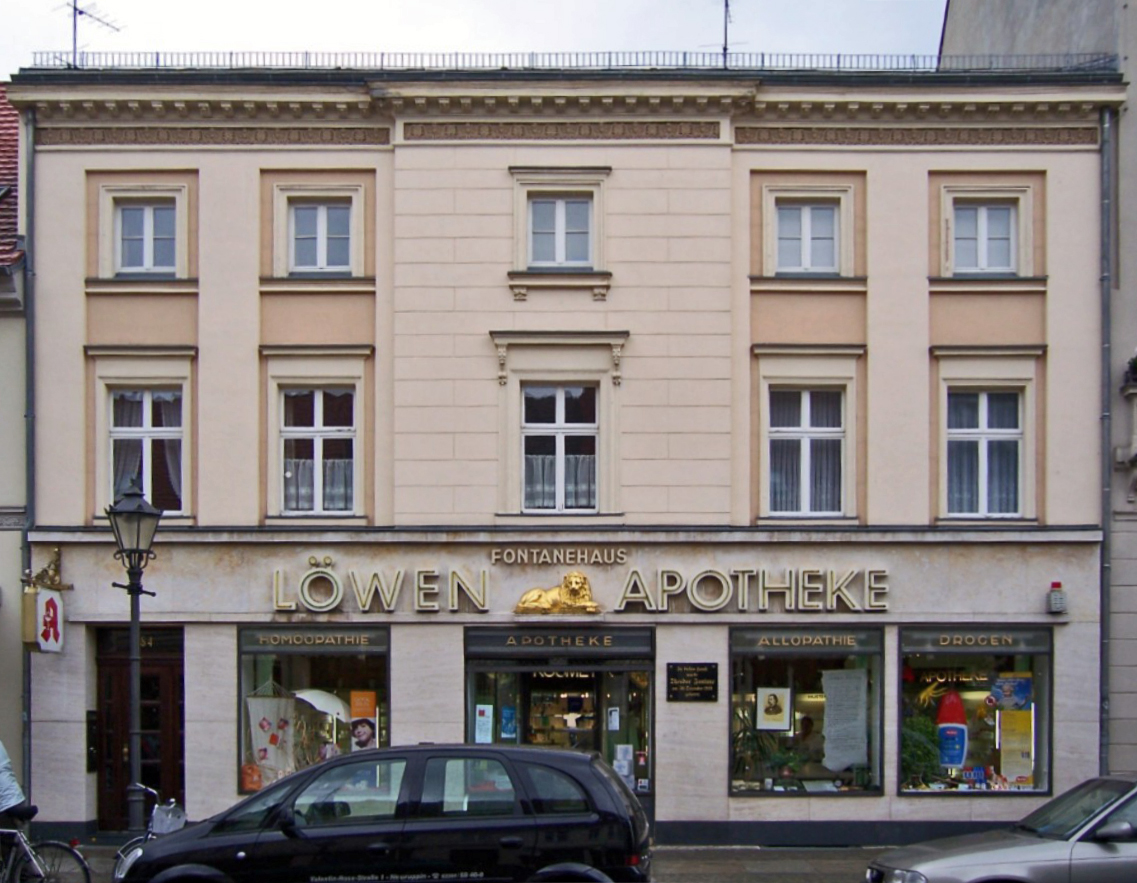
Будинок Теодора Фонтане у Нойруппіні.
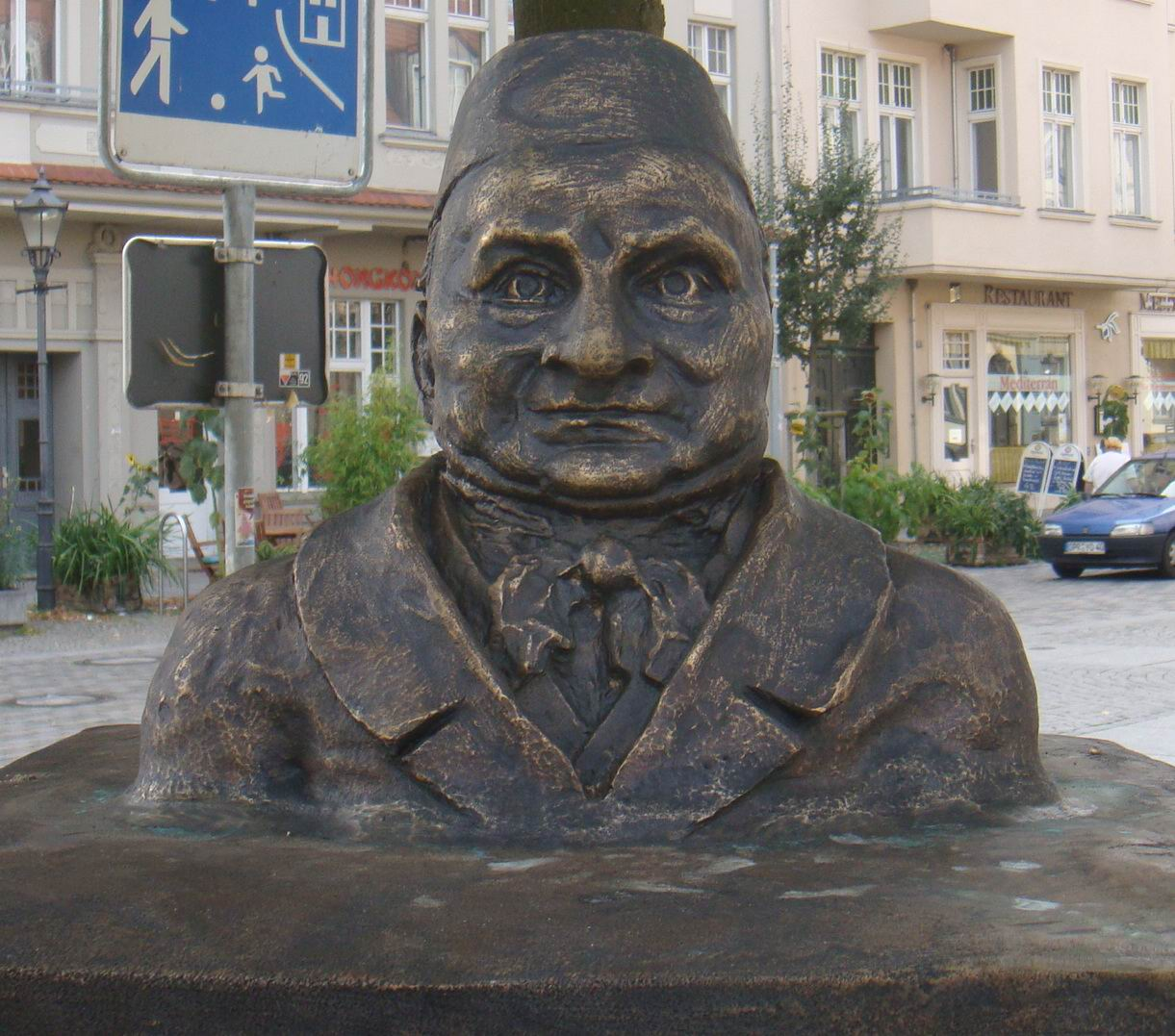
Пам'ятник книговидавцю Густаву Кюгну на Шкільному майдані (Neuruppiner Schulplatz)
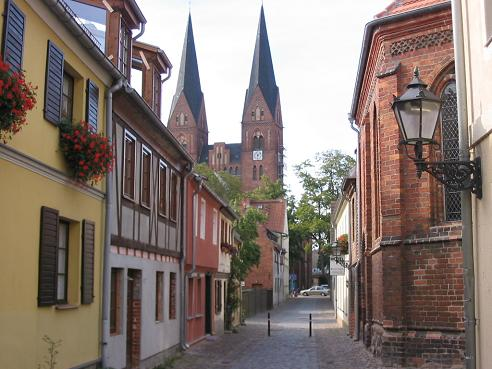
Костел Святої Трійці

## Інші значення
- «Нойруппін» — однойменний з'їзд-перехрестя (Ausfahrt) з автомагістралі № 24 (Автобан A24) Берлін-Гамбург.